# Кхмеры
Кхме́ры (кхмер. ខ្មែរ, [kʰmaːe], севернокхмерский диалект: [kʰmɛr], или камбоджийцы) — национальность, основное население Камбоджи. Общая численность — около 16 миллионов человек, из которых примерно 14,2 млн человек живёт в Камбодже, 895 тыс. — 1,3 млн человек — на юге Вьетнама (кхмер-кром) и 1,4 млн — в Таиланде.

## Язык
Говорят на кхмерском (камбоджийском) языке мон-кхмерской ветви австроазиатской семьи. Используют кхмерское письмо.

## Религия
Кхмеры преимущественно исповедуют буддизм южной ветви (тхеравада). В священнических семьях Камбоджи религиозный сан мог передаваться от мужчины к сыну его сестры по материнской линии, так как священнослужители кхмеров соблюдали безбрачие.

## История
Кхмерская народность сложилась в начале нашей эры в процессе консолидации многочисленных кхмерских племён, вероятно, исконных жителей южного Индокитая, с соседними племенами при влиянии более высокой культуры соседних стран, особенно Индии. Цивилизации Индии и кхмеров были тесно связаны, однако их сближение не всегда носило дружественный характер, что сильно повлияло на культуру обеих цивилизаций. В этот процесс не были вовлечены племена кхмеров горных, обитавшие в труднодоступных местностях. В антропологическом отношении кхмеры принадлежат к южным монголоидам, но обладают некоторыми веддоавстралоидными чертами, особенно сильно выраженными у горных кхмеров.
На территории современных Камбоджи, Лаоса, Вьетнама и Таиланда существовала Кхмерская империя, или Камбуджадеша, занимавшая большую часть территории Индокитая.
Кхмеры обрели независимость от Франции в 1953 году.

## Традиционные занятия
Основное занятие кхмеров — земледелие (рис, кукуруза); важную роль играют разведение крупного рогатого скота и рыболовство.

## Галерея

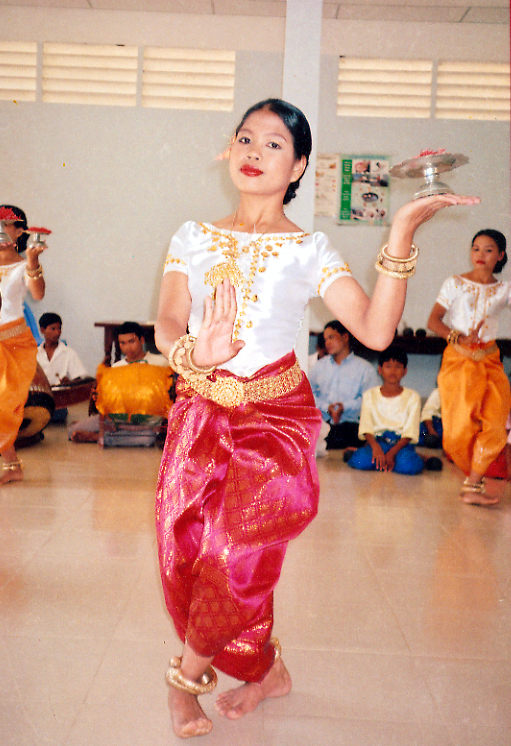
Кхмерская танцовщица
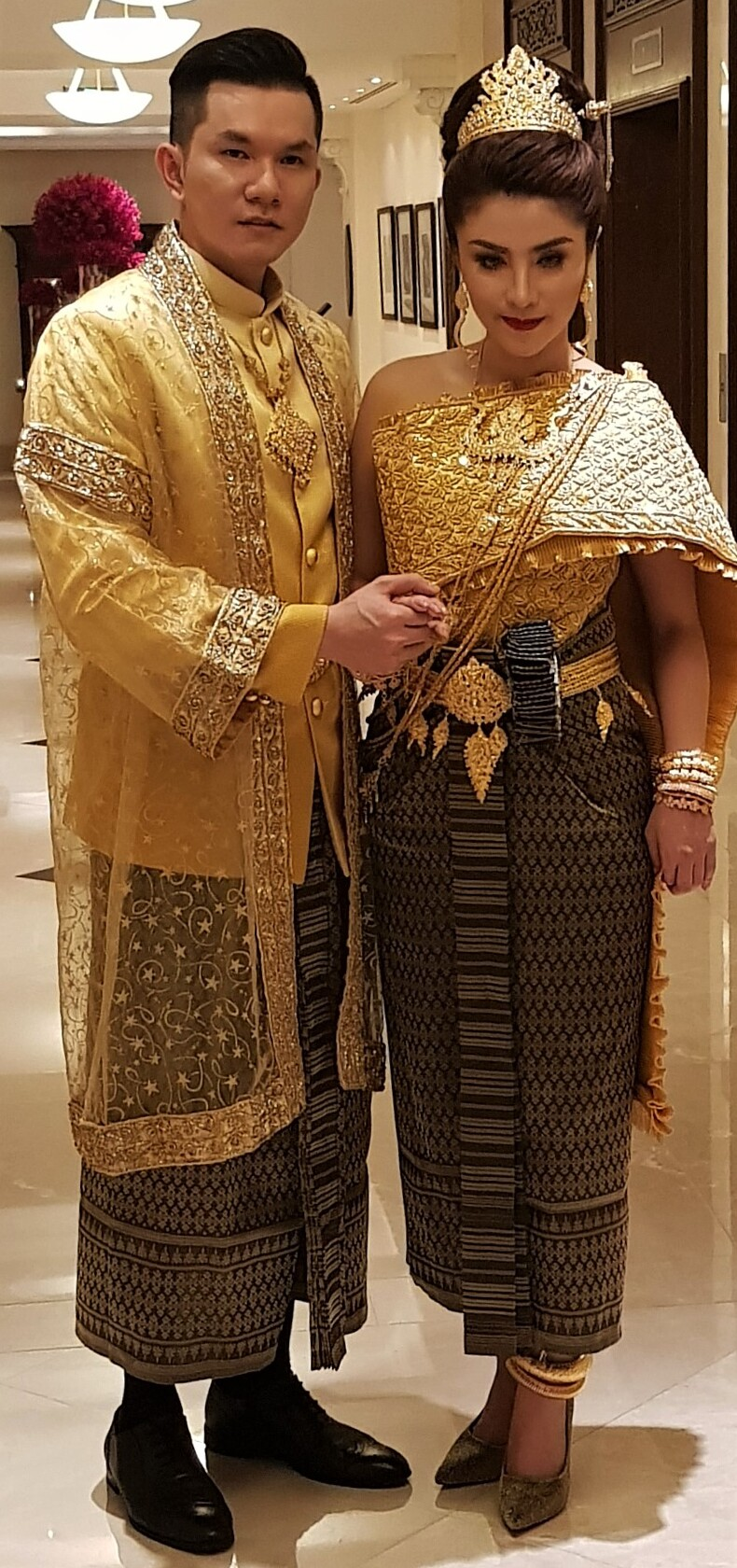
Кхмеры в свадебном одеянии
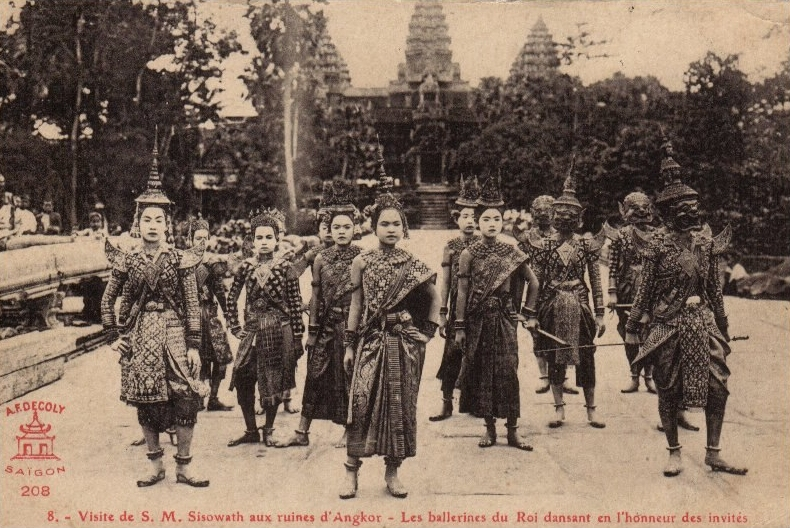
Кхмерские танцоры в Ангкор-Вате в 1920 годах
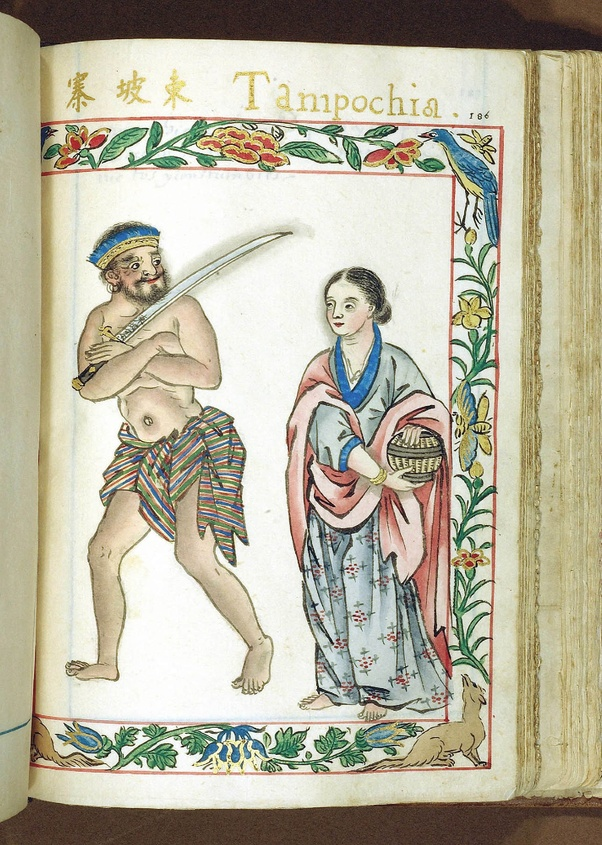
Кхмерская чета на Филиппинах. Миниатюра «Кодекса [Чарльза] Боксера»[англ.] (1590)